# Proton (automóvel)
Proton é uma sigla que significa Perusahaan Otomobil Nasional (Empresa Nacional de Automóveis, em malaio). Trata-se da primeira montadora da Malásia, criada em 1983 pelo então primeiro-ministro malaio Mahathir bin Mohamad. Em 1996 a empresa comprou a Lotus Cars da Bugatti.

## Modelos
- Proton Saga
- Proton Saga Iswara
- Proton Wira Aeroback
- Proton Wira SE
- Proton Satria
- Proton Satria GTi
- Proton Satria R3
- Proton Satria SE
- Proton Satria Neo
- Proton Putra
- Proton Perdana
- Proton Perdana V6
- Proton Tiara
- Proton Juara
- Proton Waja
- Proton Chancellor
- Proton Waja R3 MME Edition
- Proton Arena
- Proton Gen.2
- Proton Savvy
- Proton Savvy R3 Zerokit
- Proton PERT
- Proton Prevé
- Proton Inspira

## Ligação externa
- «Sítio oficial» (em inglês)